# Matthias Haber
Matthias Haber (* 1976 in München) ist ein deutscher Architekt und Hochschullehrer.

## Werdegang
Matthias Haber studierte bis 2002 Architektur an der Fachhochschule München und praktizierte bei Haindl + Kollegen in München (1999–2001) und bei Douglas Schroeder Associates in Chicago (2000). Anschließend arbeitete er bis 2011 bei Hild und K in München und ist seit 2011 neben Andreas Hild und Dionys Ottl Partner bei Hild und K. 2006 schloss er einen Master of Advanced Studies an der ETH Zürich ab. Haber lehrte als Korrekturassistent bei Bruno Krucker und Stephen Bates an der TU München (2012–2023) und seit 2023 als Professor an der Berliner Hochschule für Technik.

## Bauwerke
Michael Heinrich fotografiert Hild und K’s Bauten.
- 2014: Abgeordnetenhaus Ismaninger Straße, München
- 2014: Wohnen am Silbermannpark, Augsburg
- 2014: Bikini Berlin
- 2015: Gaststätte Donisl, München
- 2015: Hotel Bayerstraße, München
- 2015: Wohnen und Arbeiten im Tucherpark, München
- 2017: Büro- und Wohnhaus Schwabinger Tor, München
- 2017: Geschäfts- und Bürohaus Weinstraße 6, München
- 2017: Umspannwerk Schwabing, München[2]
- 2018: Wohnen an der Prinzregentenstraße, München
- 2019: Luginsland Kloster Lorch
- Wohnen an der Werderstrasse, Nürnberg[3]
- 2017–2020: Wohnen am Hohentorsplatz, Bremen
- 2020: Geschäftshaus Weinstraße 7 / 7a, München
- 2020: Hotel Werk 17, München
- 2023: Übernachtungsschutz Lotte-Branz-Straße, München
- seit 2016: Wiederaufbau Straubinger Rathaus

## Auszeichnungen und Preise
- 2014: Anerkennung – Respekt und Perspektive. Bauen im Bestand. für Bikini Berlin
- 2015: Nominierung – Mies van der Rohe Preis für Bikini Berlin[4]
- 2016: Preis für Stadtbildpflege der Landeshauptstadt München
- 2016: Anerkennung – Fassadenpreis der Landeshauptstadt München
- 2020: Besondere Anerkennung – Deutscher Natursteinpreis für Geschäfts- und Bürohaus Weinstrasse 6, München
- 2021: Anerkennung – Deutscher Ziegelpreis für Hotel Werk 17, München[5]
- 2022: Auszeichnung – BDA-Preis Bayern für Werksviertel Mitte, München
- 2023: Shortlist – DAM Preis für Wohnen am Hohentorsplatz, Bremen[6]
- 2023: BDA-Preis Bremen für Wohnen am Hohentorsplatz, Bremen